# Ruta 180 (Costa Rica)
La Ruta 180, oficialmente Ruta Nacional Secundaria 180, es una ruta nacional de Costa Rica ubicada en la provincia de Guanacaste.

## Descripción
En la provincia de Guanacaste, la ruta atraviesa el cantón de Santa Cruz (los distritos de Tempate, Cabo Velas).